# 李东兴
李东兴（1967年12月—），女，壮族，广西横县人，中华人民共和国政治人物。1987年6月加入中国共产党，1987年7月参加工作。曾任广西壮族自治区人民政府台湾事务办公室主任，中共广西壮族自治区党委区直机关工委副书记（正厅长级）。2023年1月，任广西壮族自治区人大常委会秘书长。中共二十大代表。